# Avaliação da função respiratória

Típico resultado de uma espirometria de uma pessoa normal com 4 ventilações, seguidas de inspiração e expiração máximas.

A avaliação ou teste ou prova da função respiratório ou pulmonar é uma avaliação completa do sistema respiratório, incluindo a história do paciente, exames físicos, exames de raio-X, análise da gasometria arterial e testes da função pulmonar. O principal objetivo da avaliação da função pulmonar é identificar a severidade de distúrbios pulmonares. O teste da função pulmonar apresenta propósitos diagnósticos e terapêuticos e ajuda o clínico a responder algumas questões gerais sobre os pacientes com doença pulmonar.

## Indicações
A avaliação da função pulmonar é uma ferramenta diagnóstica e de manejo utilizada por inúmeras razões:
- Doenças pediátricas neuromusculares (e.g. distrofia muscular de Duchenne)
- Dispneia crônica
- Asma
- Doença pulmonar obstrutiva crônica (DPOC)
- Doença pulmonar restritiva
- Testes pré-cirúrgicos